# Литер «А-5»
Форт Литер «А-5» — бывшее фортификационное сооружение в Севастополе, памятное место казни революционеров А. Липинского и К. Ковальского из 49-го пехотного Брестского полка (1907) и место расположения в 1941-1942 годах командного пункта 1-го гвардейского артиллерийского дивизиона береговой обороны флота под командованием майора К. М. Радовского. Расположен на углу улиц Вакуленчука и Меньшикова (часть занята магазином «Novus»).

## История
Форт построен в начале XX века по рекомендации в 1897 году комиссии по вооружению крепостей. В 1906 году включен в состав Севастопольской крепости. Представляет собой долговременное полевое укрепление неправильной формы с двумя угловыми казематами, имеющих подземные ходы с выходами на поверхность. В центре форта находится сторожевая казарма общей площадью 140 м², а вокруг него — ров с валом. Форт предназначался для размещения десяти пушек и роты пехоты (250 человек). По некоторым данным, казематы форта использовались в качестве гауптвахты, там же в период революционных событий было совершено несколько казней. В 1925 году на территории форта установили мемориальную доску с фамилиями казненных.
В период обороны Севастополя 1941—1942 годов в казематах форта размещался командный пункт 1-го гвардейского артдивизиона. В 1967 году возле форта установили два памятных знака с текстом (автор В. М. Назаренко).
В 1970-е годы предпринимались попытки создать в форте музейную экспозицию. В те же годы наиболее сохранившаяся его часть была засыпана, на ней появились здания и форт Литер «А-5», как памятник фортификационного искусства начала XX века, практически перестал существовать.